# Élection présidentielle bulgare de 2016
L'élection présidentielle bulgare de 2016 (en bulgare : Президентски избори в България (2016)) a lieu les 6 et 13 novembre 2016.
L' indépendant Roumen Radev, dont la candidature est portée par le Parti socialiste (BSP), l’emporte au second tour contre Tsetska Tsatcheva, candidate de Citoyens pour le développement européen de la Bulgarie (GERB), le parti du Premier ministre Boïko Borissov.

## Système électoral
Le président de la république de Bulgarie est élu au scrutin uninominal majoritaire à deux tours.

## Candidats
Le président sortant, Rossen Plevneliev, annonce en mai 2016 ne pas être candidat à sa réélection.
Le 18 août 2016, le Parti socialiste bulgare (BSP) et l'Alternative pour la renaissance bulgare (ABV) indiquent avoir investi candidat le général Roumen Radev, ancien commandant forces armées aériennes,. Une semaine plus tard, ABV annonce qu'elle compte désigner son propre candidat après un désaccord avec le BSP. Le parti indique le 15 septembre avoir investi l'ancien ministre des Affaires étrangères Ivaïlo Kalfin.
Le Bloc réformateur (RB) annonce le 1er septembre investir l'indépendant Traïtcho Traïkov (en), ancien ministre de l'Économie de Boïko Borissov entre 2009 et 2012. Peu avant, le vice-président des Citoyens pour le développement européen de la Bulgarie (GERB) Tsvetan Tsvetanov avait annoncé que sa formation ne comptait pas annoncer ses candidats avant le 20 septembre 2016. Après une contestation interne de l'Union des forces démocratiques (SDS), le principal organe dirigeant du RB valide le 8 septembre la candidature de Traïkov à l'unanimité.
Après des mois de silence, les Citoyens pour le développement européen de la Bulgarie (GERB) du Premier ministre Boïko Borissov déclarent avoir investi la présidente de l'Assemblée nationale Tsetska Tsatcheva.

## Résultats
| Candidats (et colistiers) | Candidats (et colistiers)           | Partis                   | Premier tour | Premier tour | Second tour | Second tour |
| Candidats (et colistiers) | Candidats (et colistiers)           | Partis                   | Voix         | %            | Voix        | %           |
| ------------------------- | ----------------------------------- | ------------------------ | ------------ | ------------ | ----------- | ----------- |
|                           | Roumen Radev Iliana Iotova          | Ind.                     | 973 754      | 25,44        | 2 063 032   | 59,37       |
|                           | Tsetska Tsatcheva Plamen Manushev   | GERB                     | 840 635      | 21,96        | 1 256 485   | 36,16       |
|                           | Krassimir Karakatchanov Yavor Notev | OP                       | 573 016      | 14,97        |             |             |
|                           | Veselin Mareshki Petar Petrov       | Ind.                     | 427 660      | 11,17        |             |             |
|                           | Plamen Orecharski Danaïl Papazov    | Ind.                     | 253 726      | 6,63         |             |             |
|                           | Traycho Traykov Sabi Sabev          | RB                       | 224 734      | 5,87         |             |             |
|                           | Ivaïlo Kalfin Lyubomir Halachev     | ABV                      | 125 531      | 3,28         |             |             |
|                           | Tatyana Doncheva Mincho Spasov      | NDSV                     | 69 372       | 1,81         |             |             |
|                           | Autres candidats                    | Autres candidats         | 125 128      | 3,27         |             |             |
|                           | « Aucun d'entre eux »               | « Aucun d'entre eux »    | 214 094      | 5,59         | 155 411     | 4,47        |
|                           |                                     |                          |              |              |             |             |
| Votes valides             | Votes valides                       | Votes valides            | 3 827 650    | 96,96        | 3 474 928   | 98,14       |
| Votes blancs et nuls      | Votes blancs et nuls                | Votes blancs et nuls     | 119 925      | 3,04         | 66 036      | 1,86        |
| Total                     | Total                               | Total                    | 3 947 575    | 100          | 3 540 964   | 100         |
| Abstention                | Abstention                          | Abstention               | 3 067 148    | 43,72        | 3 479 155   | 49,56       |
| Inscrits / participation  | Inscrits / participation            | Inscrits / participation | 7 014 723    | 56,28        | 7 020 119   | 50,44       |

## Analyse
Il semble que les multiples signaux de faiblesse de l'Union européenne et de l'OTAN (attitude vis-à-vis de la Grèce, non-intervention dans le drame ukrainien, Brexit, passage de relais à la Russie en Syrie, accueil fait aux migrants, déclarations isolationnistes de divers dirigeants européens et de Donald Trump...) ne soient pas étrangers à la victoire de Roumen Radev, candidat russophile représentatif d'un euroscepticisme que la Bulgarie partage d'ailleurs avec la Moldavie dont les électeurs ont, eux aussi, élu également le 13 novembre 2016 un président pro-russe : Igor Dodon,.
Peu après l'annonce des résultats, Roumen Radev a rappelé sa détermination à lutter contre la corruption, particulièrement répandue dans le pays, sa posture de fermeté à l'encontre de la crise migratoire en Europe et sa volonté de parvenir à une annulation des sanctions économiques de l'UE contre la Russie.